# Градска општина Страгари
Општина Страгари је бивша градска општина која је била у саставу града Крагујевца.

## Географија
| Насеље      | Број становника | Површина у ha |
| ----------- | --------------- | ------------- |
| Велики Шењ  | 350             | 1.044         |
| Влакча      | 671             | 1.880         |
| Добрача     | 493             | 1.349         |
| Каменица    | 431             | 2.731         |
| Котража     | 304             | 909           |
| Љубичевац   | 83              | 1.323         |
| Мала Врбица | 249             | 759           |
| Маслошево   | 478             | 894           |
| Рамаћа      | 340             | 1.835         |
| Страгари    | 967             | 3.121         |
| Угљаревац   | 160             | 681           |
| УКУПНО      | 4.526           | 16.526        |

Општина Страгари је настала 2002. године као градска општина Града Крагујевца, а укинута је 4. марта 2008. године. Територија општине Страгари има 165 km² површине. Стара општина Страгари која је постојала до 1965. године, када је угашена и додата општинама Топола и Крагујевац, је обухватала поред садашњих места још и следећа насеља: Рогојевац, Кутлово (из општине Станово), Чумић, Миронић, Пајазитово, Мали Шењ (из општине Аеродром), Блазнава, Војковци, Доња Шаторња, Доња Трешњевица, Горња Шаторња, Гуришевци, Јарменовци, Манојловци и Пласковац (из општине Топола). Суседне општине су: Кнић, Горњи Милановац, Топола, Станово и Аеродром. На територији ове општине се налази географски центар Србије. Непосредна близина Рудника и присуство лековитих вода чине основу будућег развоја туризма као значајне делатности.

## Становништво
На подручју ове општине живи око око 4.500 становника. Број становника се смањује, тако да је од периода после Другог светског рата становништво смањено 2 пута.